# Chu Ngọc Anh (chính khách)
Chu Ngọc Anh (sinh 17 tháng 6 năm 1965) là một Tiến sĩ và chính khách Việt Nam. Ông là cựu Ủy viên Ban Chấp hành Trung ương Đảng Cộng sản Việt Nam khóa XIII, Cựu Phó Bí thư Thành ủy Hà Nội, cựu Chủ tịch Ủy ban nhân dân thành phố Hà Nội.  Là bị can về tội "Vi phạm quy định về quản lý, sử dụng tài sản Nhà nước gây thất thoát, lãng phí" trong vụ án nghiên cứu sản xuất kit xét nghiệm covid-19.
Ngày 6/6/2022, liên quan đến Vụ án sai phạm tại Công ty cổ phần Công nghệ Việt Á ông bị khai trừ ra khỏi Đảng Cộng sản Việt Nam. Bị truy tố và bắt giam ngày 7/6/2022.

## Tiểu sử
Ông sinh ngày 17 tháng 6 năm 1965, tại Thái Hòa, Ba Vì, Hà Tây. Từ năm 1982-1987, Chu Ngọc Anh học kỹ sư chuyên ngành điện tại Trường Đại học Bách khoa Hà Nội. Từ tháng 1 năm 1988, ông được chuyển tiếp làm nghiên cứu sinh và năm 1993, ông bảo vệ luận án tiến sĩ chuyên ngành Vật lý chất rắn tại Đại học Bách Khoa Hà Nội dưới sự hướng dẫn của TS., PGS., cựu bộ trưởng Khoa học và Công nghệ Hoàng Văn Phong.. Từ tháng 1 năm 1988 đến tháng 11 năm 1995 là giảng viên dạy vật lý tại Khoa Toán Lý, sau đó là Khoa Vật lý kỹ thuật, Đại học Bách khoa Hà Nội.

## Sự nghiệp

### Làm việc tại các Bộ trong Chính phủ
Từ năm 1997 đến năm 2000, ông giữ chức Phó Trưởng phòng Vô tuyến, Viện Khoa học kỹ thuật Bưu điện. Từ năm 2001 đến năm 2003, ông giữ chức Trưởng phòng Vô tuyến, Viện Khoa học kỹ thuật Bưu điện, Bộ Thông tin và Truyền thông. Từ năm 2004 đến năm 2007, ông giữ chức Phó Vụ trưởng Vụ Công nghệ cao, Bộ Khoa học và Công nghệ. Ông thăng tiến lên vị trí Cục trưởng Cục Ứng dụng và phát triển công nghệ, Bộ Khoa học và Công nghệ và đảm nhiệm vị trí này từ năm 2007 đến năm 2011. Từ tháng 8 năm 2010 đến tháng 12 năm 2010, Chu Ngọc Anh giữ vị trí Thứ trưởng Bộ Khoa học và Công nghệ.

### Từ Chủ tịch Ủy ban nhân dân tỉnh Phú Thọ đến Bộ trưởng Bộ Khoa học và Công nghệ

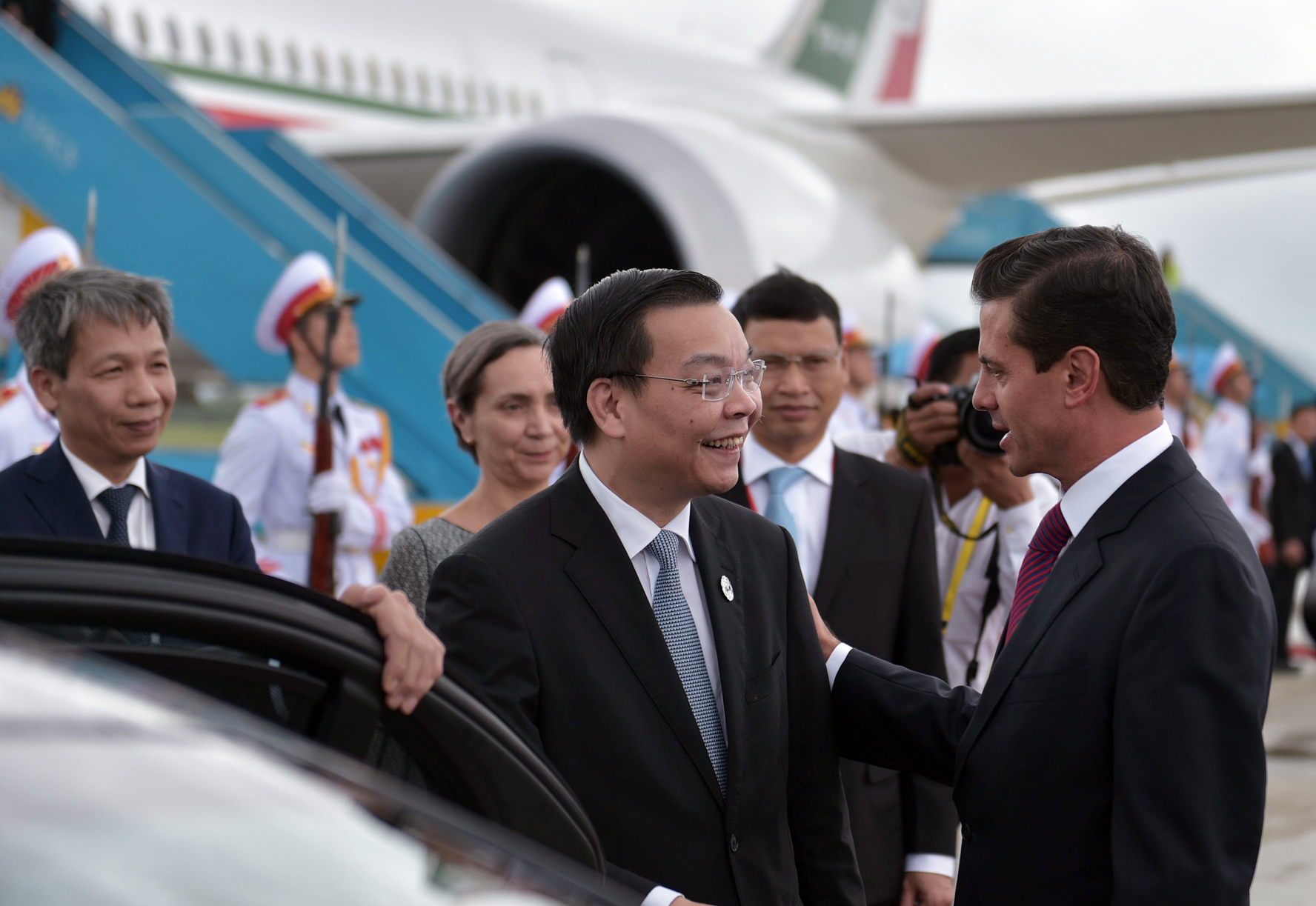
Bộ trưởng Chu Ngọc Anh đón tiếp Tổng thống Mexico ông Enrique Peña Nieto tại Đà Nẵng

Từ tháng 1 năm 2011 đến tháng 2 năm 2013 Chu Ngọc Anh giữ vị trí Ủy viên dự khuyết Ban Chấp hành Trung ương Đảng khóa XI, Thứ trưởng Bộ Khoa học và Công nghệ. Từ tháng 3 năm 2013 đến tháng 5/2013. ông giữ chức Ủy viên dự khuyết Ban Chấp hành Trung ương Đảng khóa XI, Phó Bí thư Tỉnh ủy Phú Thọ. Từ tháng 5 năm 2013 đến tháng 9 năm 2015, ông đảm nhiệm vị trí Ủy viên dự khuyết Ban Chấp hành Trung ương Đảng khóa XI, Phó Bí thư Tỉnh ủy Phú Thọ, Chủ tịch Ủy ban nhân dân tỉnh Phú Thọ. Từ tháng 9 năm 2015: Ủy viên dự khuyết Ban Chấp hành Trung ương Đảng khóa XI, Thứ trưởng Bộ Khoa học và Công nghệ. Từ tháng 1 năm 2016, ông là Ủy viên Ban Chấp hành Trung ương Đảng khóa XII, Thứ trưởng Bộ Khoa học và Công nghệ. Ngày 8 tháng 4 năm 2016, tại kỳ họp thứ 11, Quốc hội khóa XIII, ông được Quốc hội phê chuẩn, Chủ tịch nước bổ nhiệm giữ chức Bộ trưởng Bộ Khoa học và Công nghệ thay cho ông Nguyễn Quân.
Ngày 27 tháng 7 năm 2016: tại kỳ họp thứ 1, Quốc hội khóa XIV, được Quốc hội phê chuẩn, Chủ tịch nước bổ nhiệm giữ chức Bộ trưởng Bộ Khoa học và Công nghệ.

### Chủ tịch Ủy ban nhân dân thành phố Hà Nội
Ngày 18 tháng 9 năm 2020, thay mặt Bộ Chính trị, Phó Trưởng ban Thường trực Ban Tổ chức Trung ương Nguyễn Thanh Bình đã công bố Quyết định phân công ông Chu Ngọc Anh thôi giữ chức Bí thư Ban cán sự Đảng Bộ KHCN để đến nhận công tác tại Thành uỷ Hà Nội, giữ chức vụ Phó Bí thư Thành ủy Hà Nội.
Ngày 25 tháng 9 năm 2020, Hội đồng nhân dân thành phố Hà Nội đã bầu chức danh Chủ tịch Ủy ban nhân dân thành phố Hà Nội nhiệm kỳ 2016–2021 đối với ông Chu Ngọc Anh thay cho ông Nguyễn Đức Chung – người đã bị khai trừ Đảng.
Ngày 29 tháng 9 năm 2020, Thủ tướng Chính phủ Nguyễn Xuân Phúc ký Quyết định phê chuẩn kết quả bầu chức vụ Chủ tịch Ủy ban nhân dân thành phố Hà Nội nhiệm kỳ 2016–2021 đối với ông Chu Ngọc Anh.
Ngày 12 tháng 10 năm 2020, tại Đại hội đại biểu lần thứ XVII Đảng bộ thành phố Hà Nội, ông tái đắc cử Phó Bí thư Thành ủy Hà Nội khóa XVII, nhiệm kỳ 2020–2025.
Ngày 12 tháng 11 năm 2020, tại kỳ họp thứ 10 của Quốc hội khóa XIV được Quốc hội phê chuẩn, Chủ tịch nước miễn nhiệm chức Bộ trưởng Bộ Khoa học và Công nghệ, thay thế ông là ông Huỳnh Thành Đạt.
Ngày 30 tháng 1 năm 2021, tại Đại hội đại biểu toàn quốc lần thứ XIII của Đảng, ông được bầu là Ủy viên Trung ương Đảng khóa XIII, nhiệm kỳ 2021–2026.
Ngày 23 tháng 6 năm 2021, tại kỳ họp HĐND thành phố Hà Nội khóa XVI, nhiệm kỳ 2021-2026, 98,95% tổng số đại biểu đồng ý thông qua nghị quyết bầu ông Chu Ngọc Anh, Phó Bí thư Thành uỷ, Chủ tịch UBND TP Hà Nội khóa XV tiếp tục giữ chức Chủ tịch UBND TP Hà Nội khóa XVI, nhiệm kỳ 2021-2026.
Ông được Nhà nước Việt Nam trao tặng Huân chương Lao động hạng Ba.

## Bê bối Vụ án kit xét nghiệm Việt Á
Bộ xét nghiệm Covid-19 do công ty Việt Á cung cấp rộng khắp cho các bệnh viện, cơ sở xét nghiệm y tế trên cả nước bước đầu được xác định là đã bán ra với giá quá cao, nhưng về chất lượng lại không đạt tiêu chuẩn quốc tế và không được Tổ chức Y tế Thế giới chấp nhận cho sử dụng. Hồi tháng 5/2020, truyền thông VN đưa tin ca ngợi, cho biết "lần đầu tiên, Việt Nam vừa chính thức công bố bộ sinh phẩm (bộ kit) real-time RT-PCR phát hiện virus corona chủng mới (nCoV)." Nguồn tin này cho hay Bộ trưởng Bộ Khoa học & Công nghệ khi đó, ông Chu Ngọc Anh đã "ký duyệt đề án" cho việc sản xuất kit xét nghiệm của Việt Á với Quân đội Nhân dân Việt Nam.
Tại buổi họp của Bộ Chính trị do Tổng Bí thư Nguyễn Phú Trọng chủ trì, hôm 4/6, ông  Chu Ngọc Anh bị Bộ Chính trị Đảng Cộng sản Việt Nam đề nghị Ban Chấp hành Trung ương Đảng xem xét, thi hành kỷ luật vì "suy thoái về tư tưởng chính trị, đạo đức, lối sống; vi phạm quy định của Đảng và pháp luật của Nhà nước; vi phạm Quy định về những điều đảng viên không được làm, Quy định trách nhiệm nêu gương; gây hậu quả rất nghiêm trọng, làm thất thoát, lãng phí lớn ngân sách nhà nước; ảnh hưởng đến công tác phòng, chống dịch Covid-19; gây bức xúc trong xã hội; ảnh hưởng xấu đến uy tín của tổ chức Đảng, Bộ Khoa học và Công nghệ, Bộ Y tế".

## Kỷ luật

### Khai trừ ra khỏi Đảng
Ngày 6/6/2022, tại Trụ sở Trung ương Đảng, Bộ Chính trị đã triệu tập Kỳ họp bất thường Ban Chấp hành Trung ương Đảng khóa XIII để xem xét, thi hành kỷ luật ông Chu Ngọc Anh, Ủy viên Trung ương Đảng, Phó Bí thư Thành ủy, Bí thư Ban cán sự đảng, Chủ tịch Ủy ban nhân dân thành phố Hà Nội, nguyên Bí thư Ban cán sự đảng, nguyên Bộ trưởng Bộ Khoa học và Công nghệ và ông Nguyễn Thanh Long, Ủy viên Trung ương Đảng, Bí thư Ban cán sự đảng, Bộ trưởng Bộ Y tế.
Sau khi xem xét đề nghị của Bộ Chính trị, căn cứ nội dung, tính chất, mức độ hậu quả, nguyên nhân vi phạm; theo quy định của Đảng về kỷ luật đảng viên vi phạm, Ban Chấp hành Trung ương Đảng quyết định thi hành Khai trừ ra khỏi Đảng ông Chu Ngọc Anh và ông Nguyễn Thanh Long.
Đồng thời yêu cầu các cơ quan chức năng khẩn trương xem xét, xử lý kỷ luật về hành chính theo đúng quy định đối với cá nhân đã bị kỷ luật đảng.

### Bãi nhiệm chức Chủ tịch UBND thành phố Hà Nội
Chiều ngày 7 tháng 6 năm 2022, HĐND thành phố Hà Nội tổ chức họp kỳ chuyên đề về công tác nhân sự. Kết quả 100% đại biểu HĐND thành phố có mặt thống nhất thông qua việc bãi nhiệm chức danh Chủ tịch UBND thành phố Hà Nội đối với ông Chu Ngọc Anh.
Ngày 7 tháng 6 năm 2022, tại Quyết định 684/QĐ-TTg, Phó Thủ tướng Thường trực Chính phủ Phạm Bình Minh phê chuẩn kết quả bãi nhiệm chức vụ Chủ tịch UBND thành phố Hà Nội nhiệm kỳ 2021-2026 đối với ông Chu Ngọc Anh, do Ban Chấp hành Trung ương Đảng khóa XIII quyết định thi hành kỷ luật bằng hình thức Khai trừ ra khỏi Đảng.

## Tài sản
Theo báo Dân Trí, căn biệt thự của gia đình ông này nằm trong Khu đô thị Vinhomes Gardenia (quận Nam Từ Liêm, Hà Nội). Giới buôn bán bất động sản ước tính giá trị căn biệt thự hiện nay vào khoảng 80-100 tỷ đồng .

## Khởi tố, bắt tạm giam
Ngày 7 tháng 6 năm 2022, Cơ quan Cảnh sát điều tra Bộ Công an đã ra Quyết định bổ sung Quyết định khởi tố vụ án về tội "Vi phạm quy định về quản lý, sử dụng tài sản Nhà nước gây thất thoát, lãng phí" do liên quan đến Vụ án sai phạm tại Công ty cổ phần Công nghệ Việt Á. Đồng thời, ra các Quyết định khởi tố bị can, Lệnh bắt bị can để tạm giam, Lệnh khám xét đối với: (1) ông Chu Ngọc Anh, (2) ông Phạm Công Tạc về tội "Vi phạm quy định về quản lý, sử dụng tài sản Nhà nước gây thất thoát, lãng phí", quy định tại Khoản 3, Điều 219, Bộ luật Hình sự năm 2015, sửa đổi bổ sung năm 2017; (3) ông Nguyễn Thanh Long về tội "Lợi dụng chức vụ quyền hạn trong khi thi hành công vụ", quy định tại Khoản 3, Điều 356, Bộ luật Hình sự năm 2015, sửa đổi bổ sung năm 2017.
Mặc dù nhận 200.000 USD từ Phan Quốc Việt, ông Anh không nằm trong danh sách 6 người bị truy tố về tội nhận hối lộ trong đại án Việt Á. Ông Anh là người ký quyết định, giao nhiệm vụ "Nghiên cứu chế tạo bộ sinh phẩm RT-PCR và real-time RT-PCR phát hiện chủng vi rút Corona mới 2019 (2019-nCoV)" cho Học viện Quân y chủ trì và Công ty Việt Á phối hợp.
Ngày 12 tháng 1 năm 2024, Tòa án Nhân dân Thành phố Hà Nội tuyên phạt ông Chu Ngọc Anh 3 năm tù về tội vi phạm quy định về quản lý, sử dụng tài sản nhà nước gây thất thoát, lãng phí.

## Câu nói nổi tiếng
Trong bối cảnh Đại dịch COVID-19 tại Việt Nam năm 2020, bày tỏ quyết tâm không thể để làn sóng dịch thứ 3 xảy ra, ông Chu Ngọc Anh cam kết:
Nếu địa bàn Hà Nội mà bung, mà toang, hứa với các đồng chí tôi chịu trách nhiệm. Mà chả hứa tôi cũng chịu trách nhiệm. Phải rõ trách nhiệm ra. Gắn với trách nhiệm người đứng đầu.